# Gerd-Peter Wolf
Gerd-Peter Wolf (* 16. November 1951 in Essen) ist ein deutscher Politiker (SPD) und ehemaliger Abgeordneter im nordrhein-westfälischen Landtag.

## Leben
Nach dem Besuch der Volksschule und des Gymnasiums (Leibnizschule Essen-Altenessen) mit dem Abschluss Abitur war er zunächst Soldat auf Zeit, zuletzt Oberleutnant der Reserve, und absolvierte ab 1974 den Vorbereitungsdienst des gehobenen nichttechnischen Dienstes (Dipl. Verwaltungswirt). Bis 1985 war er Beamter bei der Stadtverwaltung Essen (zuletzt als Leiter des Büros des Baudezernenten und Geschäftsführer des Bauausschusses). Nach seinem Ausscheiden aus dem Landtag im Juni 2000 war er bis April 2017 leitender Mitarbeiter in der Wohnungsbauförderungsanstalt des Landes NRW bzw. der NRW.Bank.
Seit Mai 2017 ist er als Berater tätig.
Der SPD trat Wolf 1969 bei. Er war langjähriges Mitglied des Unterbezirksvorstandes Essen und des Bezirksvorstandes Niederrhein. Er ist Mitglied der Gewerkschaft Verdi und der Arbeiterwohlfahrt.
Vom 30. Mai 1985 bis zum 1. Juni 2000 war Wolf Mitglied des Landtags von Nordrhein-Westfalen. Er war in dieser Zeit Mitglied des Verkehrsausschusses und des Ausschusses für Bauen und Wohnen, dort seit 1991 baupolitischer Sprecher seiner Fraktion. Er wurde  im Wahlkreis Essen III jeweils direkt gewählt.
Von 1989 bis 2000 war Wolf Vorsitzender des Aufsichtsrates des Bauhütte Zollverein, danach bis 2009 stellvertretender Vorsitzender der Stiftung Zollverein. Er gehörte bis 1999 dem Verwaltungsrat der Essener Verkehrs-AG an, zudem war er bis 1999 Vorsitzender des Verwaltungsrates der Stadtbahngesellschaft Rhein-Ruhr und bis 2000 des Verwaltungsrats der Wohnungsbauförderungsanstalt NRW.
Wolf war langjähriger Vorsitzender des Altenessener Turnverein 1886 e.V., für sechs Jahre (bis 2002) Vorsitzender des Essener Sportbundes e.V. danach 10 Jahre Vorsitzender des Roll- und Eissportverein Gruga Essen e.V., seit 2016 ist er Vorsitzender des Trägervereins "Alte Badeanstalt" in Essen-Altenessen.